# Rachcinek

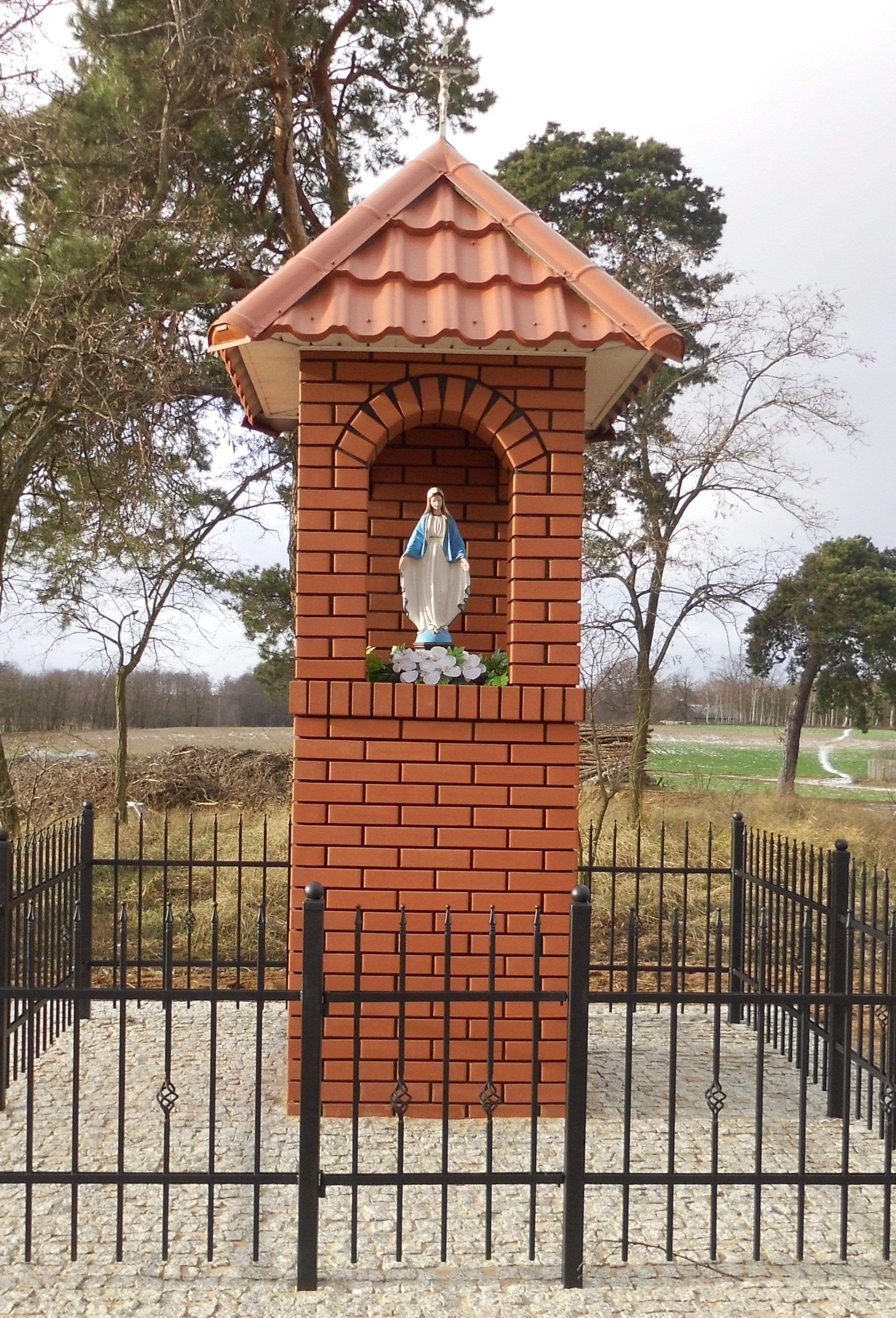
Kapliczka przydrożna wystawiona w 2013 r.

Rachcinek – część wsi Rachcin w Polsce, położona w województwie kujawsko-pomorskim, w powiecie lipnowskim, w gminie Bobrowniki, przy drodze powiatowej łączącej Bobrowniki z Włocławkiem.
W latach 1975–1998 Rachcinek należał administracyjnie do województwa włocławskiego.
Pierwszymi miejscowościami istniejącymi w 2 połowie XIX wieku, odnoszącymi się nazwą do Rachcina, były folwarki Winduga Rachcińska i Kotowskie Rachcińskie.
Jednym z pierwszych wydruków zawierających Rachcinek jest wykaz miejscowości parafii Chełmica z 1931 roku.
W 2017 r. miejscowość Rachcinek, spośród 19 miejscowości Gminy Bobrowniki, osiągała mniej korzystne – niż średnia dla gminy – wartości dla wskaźników: „Udział ludności w wieku poprodukcyjnym w ludności ogółem na danym obszarze [%]” (wynoszący 16,21%) i „stosunek interwencji służb porządkowych (policji, straży) z powodu zakłócania miru domowego i porządku publicznego względem ogółu gospodarstw domowych na danym obszarze” (13,04%).